# Православно ходочашће
У стара времена је постојао обичај обиласка светих места. Путници су одлазили у Јерусалим како би се поклонили његовим светињама, местима где се Христос, како наводи Библија и предања, родио, живео, смрћу пострадао и васкрсао. Они су названи палмоницима, јер су из Свете Земље донисили палме - палмине гранчице, чији су широки листови представљали чудо на нашим просторима. Путовање је било са обиласцима светих места, током којих су ходочасници постили као што се пости пред неки од већих православних празника, рецимо Васкрс или Христово Рођење. Ходочашће представља служење, духовни рад, очишћење душе. Циљ му је присаједињавање вечном Царству Божјем.
Православци на ходочашће одлазе у посету Христовом гробу, у светом хришћанском граду Јерусалиму. Након ходочашћа, ходочасник има право да на своје има дода префикс Хаџи-.
Верујући поклоник испуњава завет Цркве: хвали у молитвама дела и подвиге Светих, поштује њихове ликове на иконама, поклања се са страхопоштовањем њиховим светим моштима. И та част се у целини узноси Богу, чијом благодаћу су они и достигли светост. 
Ходочасници су на пут, најчешће, са собом носили:
- икону Мајке Божје Одигитрије (путоводитељке)
- икону светог Николе заштитника путника
- молитвеник
- Псалтир
- песмарицу духовних песама

Поклоници су носили са собом флашице за воду са исцелитељских извора и крст на себи. Пред полазак на ходочашће поклоник добија (писмени) благослов духовника или парохијског свештеника.